# カルバドックス
カルバドックス (英: carbadox) は、主に家畜の細菌性下痢症の予防・治療薬として使用されてきた抗生物質である。キノキサリン誘導体の代表的な薬物。グラム陰性菌に対して効果が高い。平成15年の再評価の際、遺伝毒性発がん物質であることがわかり、使用が中止になった。カルバドックスはカナダ政府により食用の家畜の飼料への添加を禁止されている。EUではいかなる水準においてもカルバドックスの使用を禁止している。アメリカ合衆国では食肉処理の42日前までのブタでの使用を認可している。